# Famille Biétrix de Pelousey
La famille Biétrix de Pelousey est une famille française éteinte originaire de l'actuel département de la Haute-Saône, puis établie à Besançon (Doubs). Elle s'est éteinte dans la famille Lamy, par le mariage de Claudine Alexandrine Bietrix de Pelousey avec Claude Edme Lamy de Laperrière en 1755.

## Histoire
La famille Biétrix est originaire Montbozon, en Haute-Saône. Elle s'installe à Salins au XVIe siècle.
Cette branche descend de Jean Biétrix, ou Biétry, - dit "le vieux" -, tanneur à Salins en 1562.
Son fils, Pierre, est contrôleur de la Seigneurie de Resnes en 1572, ainsi que receveur général des finances du Prince d'Orange,,. Les Biétrix disparaissent de Salins au siècle suivant. Toutefois une branche subsistât à Besançon jusqu'au XVIIIe siècle.

## Filiation
- Antoine Biétrix le Jeune épouse Étienne Leschelle.
  - François Biétrix (1625-1701) épouse Jeanne Baptiste Fabry.
    - Alexandre François Biétrix (1663-1730) épouse Madelaine Françoise Récy (-1719).
      - Joseph Biétrix (1699-1756) épouse Marie Françoise Bonaventure Bonhomme de Saint Loup (1711-1767).
        - Claudine Alexandrine Biétrix (1730-1790) épouse Claude-Edme Lamy de Laperrière.
        - Jeanne Baptiste Charlotte Biétrix (1731-1774) épouse  Marie-Augustin de Toytot.
        - Jeanne Antoinette Thérèse Biétrix (1733-1755).

P. Allessandri précise qu'elle comprend aussi Alexandre François Biétrix, chanoine de Dole vers 1752,. Les archives départementales du Jura mentionnent qu'il le fut dés 1747-1748.

## Personnalités
- Antoine Biétrix le Jeune, marchand à Salins-les-Bains (Jura), bourgeois de Besançon avant 1594[2]. Il épouse Étienne Leschelle.
- François Biétrix (baptisé le 12 décembre 1625 à Besançon[a 1]), avocat et conseiller au Parlement de Besançon, docteur ès droits. Il épouse Jeanne Baptiste Fabry[5]. Il est anobli en 1651[2]; Cette même année, il devient cogouverneur de la cité de Besançon[1] et Lieutenant au baillage Saint-Paul de Besançon en 1679[5]. Il décède le 6 septembre 1701[a 2]
- Alexandre François Biétrix. Baptisé le 9 décembre 1663 à Besançon[a 3]. Il épouse Madelaine Françoise Récy qui décède le 18 février 1719[a 4]. Il est conseiller au parlement de Franche-Comté[3]. Il est aussi avocat, maire de Besançon en 1701[6], il en sera aussi Lieutenant général de police[a 5], ainsi que vicomte-Maïeur[5]. Il meurt le 3 mai 1730[a 5].
- Joseph Biétrix (1699-1756), seigneur de Pelousey, maire de Besançon en 1728[5],[6],[7], avocat[6] cofondateur de l'Académie des sciences, belles-lettres et arts de Besançon, dont il est académicien élu[8]. Conseiller parlementaire[7],[1], lieutenant de police de Besançon. Puis, commissaire du roi, en 1754[8]. Il épouse Marie Françoise Bonaventure Bonhomme de Saint Loup (1711-1767)[5],[a 6].
- Claudine Alexandrine Biétrix (née le 19 mars 1730[a 7]), elle épouse en 1755 Claude-Edme Lamy de Laperrière, qui devient alors seigneur de Pelousey[9],[1]. Elle décède le 21 janvier 1790[a 8].
- Jeanne Baptiste Charlotte Biétrix (née en 1731) épouse, le 17 juin 1750, à Besançon, Marie-Augustin de Toytot, avocat, subdélégué de l'Intendant de Franche-Comté et conseiller au Parlement de Besançon. Il deviendra seigneur de Rainans en 1767 et seigneur de Gredisans en 1769. Elle meurt le 29 janvier 1774[a 9].
- Jeanne Antoinette Thérèse Biétrix (1733-1755)[a 10].

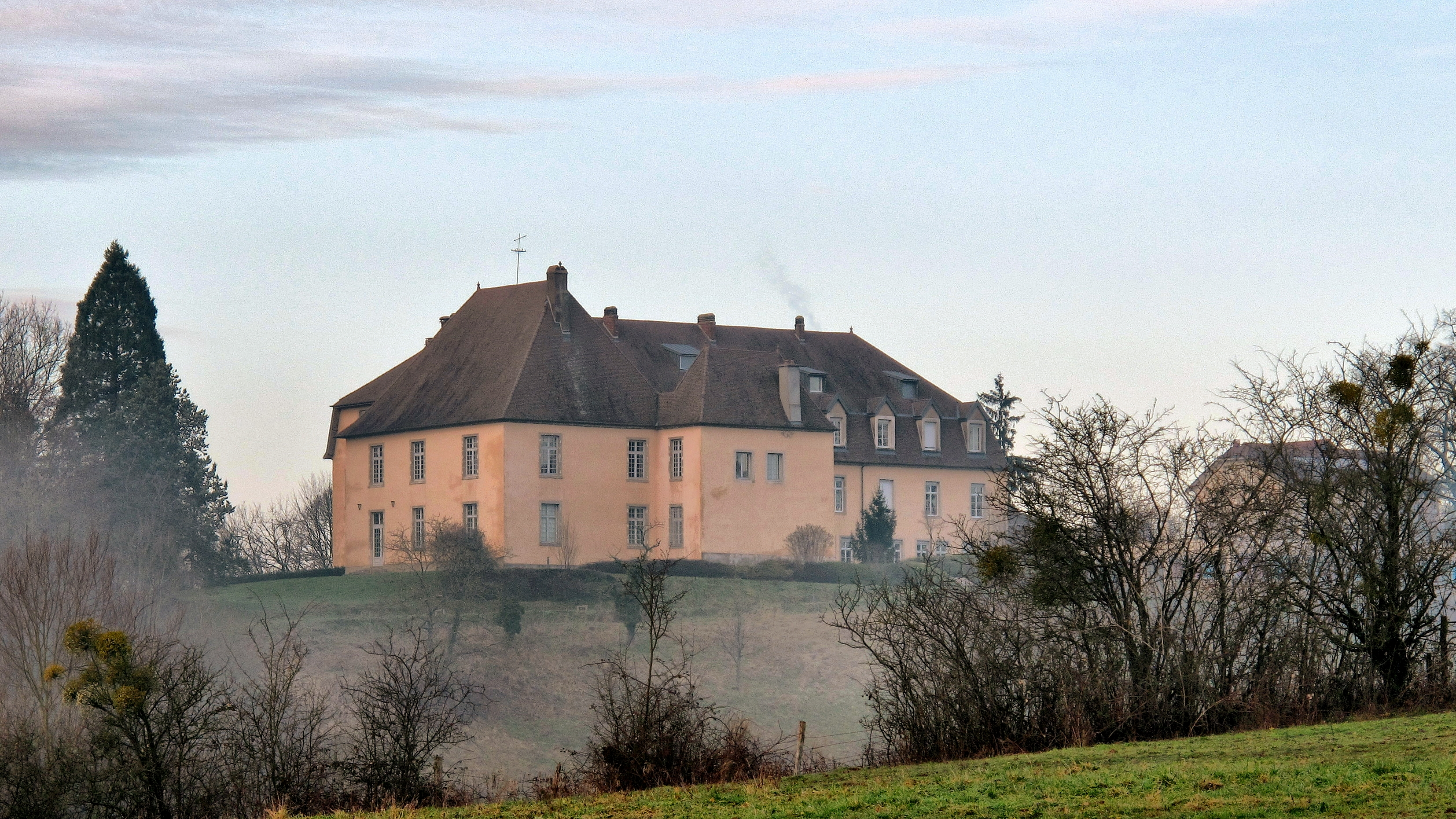
Le château d'Uzel

## Château
Le château d'Uzel fut propriété des familles Biétrix puis Lamy.

## Pour approfondir